# Dariusz Sałajewski
Dariusz Antoni Sałajewski (ur. 7 listopada 1947 w Częstochowie, zm. 14 marca 2022 w Blachowni) – polski radca prawny i działacz samorządu zawodowego.

## Życiorys
Syn Józefa i Haliny, jego ojciec był żołnierzem Armii Krajowej i powstańcem warszawskim. Ukończył studia na Wydziale Prawa Uniwersytetu Jagiellońskiego. Egzamin radcowski zdał w 1982 r., jako jeden z pierwszych uzyskując tytuł radcy prawnego.
Współtworzył samorząd radców prawnych i miał znaczący wpływ na jego kształt oraz funkcjonowanie. Sprawował funkcje m.in. wicedziekana Rady Okręgowej Izby Radców Prawnych w Opolu, wiceprezes Krajowej Rady Radców Prawnych (2007–2013) i jej prezes (2013–2016) oraz wielokrotnie przewodniczył Komisji Zjazdowej, która przedstawiała Zjazdowi Radców Prawnych wytyczne działania. Współtwórca i wieloletni patron Ośrodka Badań, Studiów i Legislacji Krajowej Rady Radców Prawnych. Doprowadził do wdrożenia nowego modelu aplikacji radcowskiej, stawiający większy nacisk na aspekt praktyczny aplikacji i standaryzację zajęć w całej Polsce, a także wieloletnim wykładowcą na aplikacji.
Był także specjalistą prawa samorządowego.
Zmarł 14 marca 2022 r. Pochowany na Cmentarzu św. Rocha w Częstochowie
W 2002 został odznaczony Złotym Krzyżem Zasługi.